# Кпанлоґо (барабан)

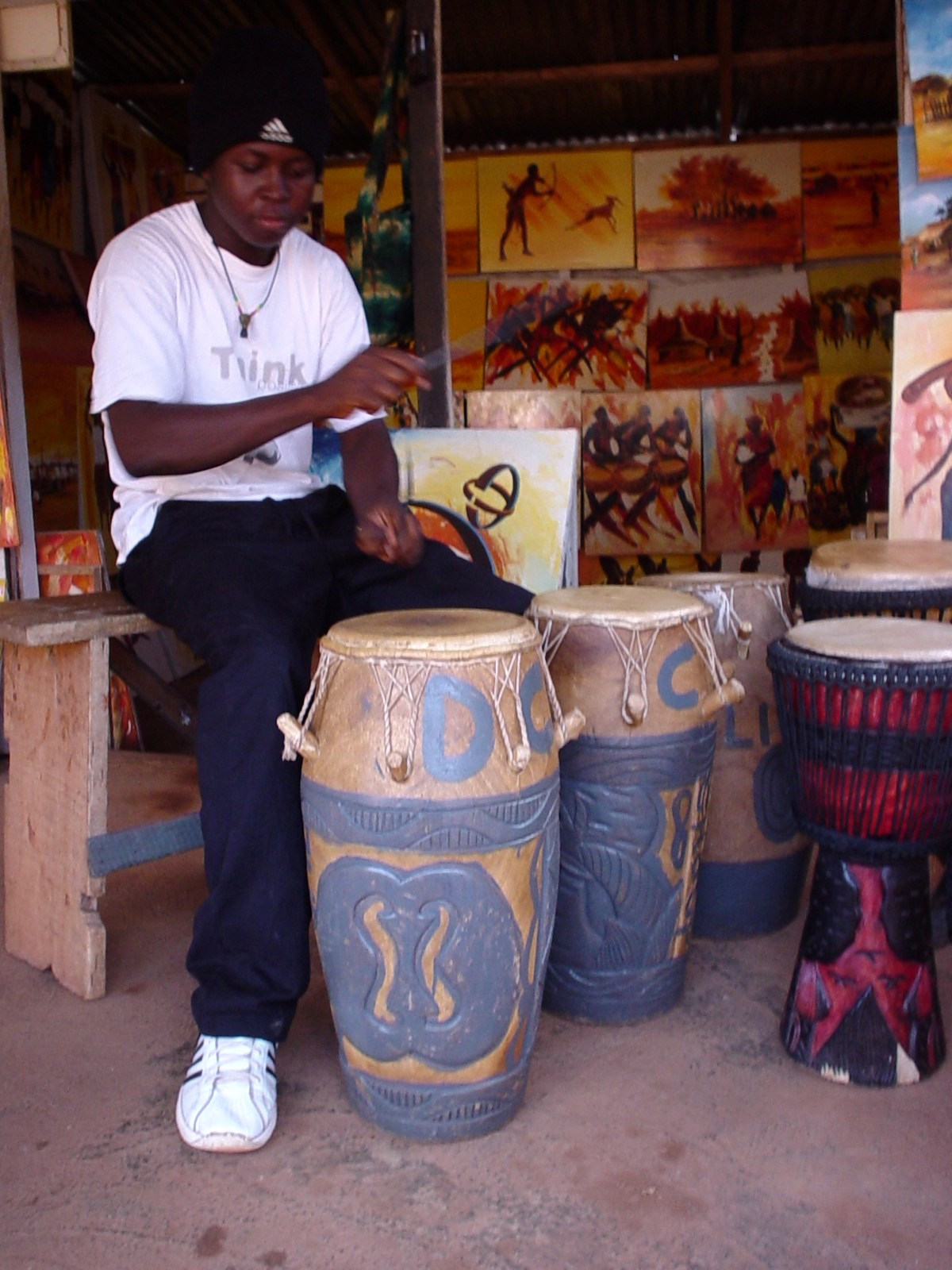
Кпалоґо

Кпанлоґо (Kpanlogo) — тип барабана, який використовують в музиці кпанлоґо. Барабан виник серед народу ґа неподалік сучасного міста Аккри в Гані, Західна Африка.
Кпанлоґо є частиною сім'ї мембранофонів; мембрану виготовляють з різних матеріалів, зазвичай зі сиром'ятої шкіри. Барабан має конусоподібну форму, вирізану із цілісного шматка дерева, схожий на конґу. Мембрану зазвичай виготовляють зі шкіри кози, антилопи чи корови; її закріплюють шістьма дерев'яними кілками. На барабані грають палицями, голими руками чи одночасно обома способами.
На кпанлоґо традиційно грають ансамблі барабанщиків, найчастіше з шести барабанів різного розміру. Для акомпанементу використовують джембе, дунун та тронка.
Барабан кпанлоґо, як і інші африканські барабани також використовують як засіб комунікації, оскільки звук від барабану чутно на далеку відстань.
Кпанлоґо відіграє важливу роль у багатьох церемоніях.